# チャールズ・マリク

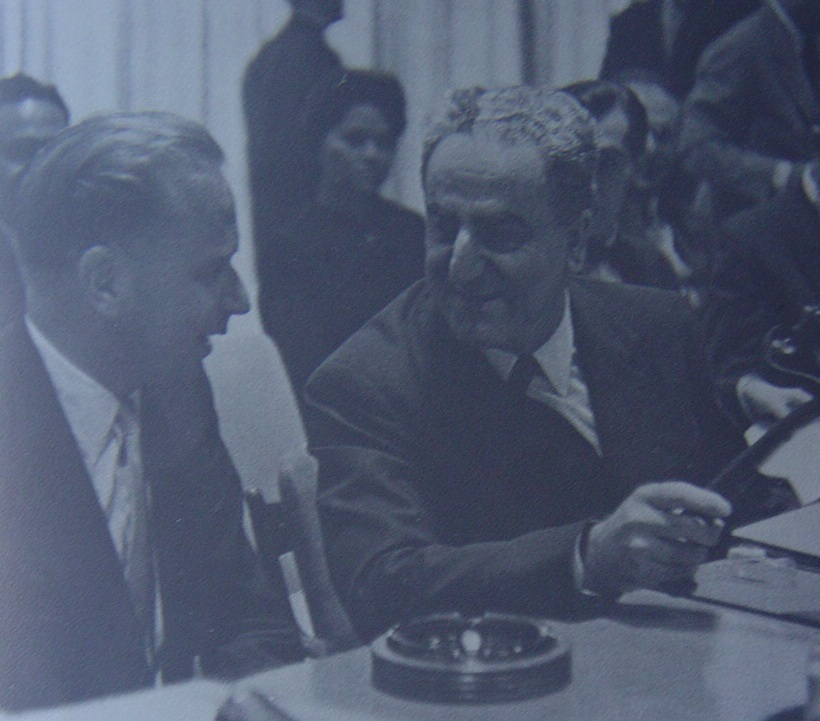
チャールズ・マリクとダグ・ハマーショルド（1958年）

チャールズ・ハビブ・マリク（Charles Habib Malik、アラビア語: شارل مالك、1906年2月11日 - 1987年12月28日）は、レバノンの外交官、政治家、神学者、哲学者である。国際連合でレバノン代表、人権委員会議長、総会議長、世界人権宣言の起草委員を務め、国内では教育・芸術担当、外務・移民担当の国務大臣を務めた。

## 若年期と教育

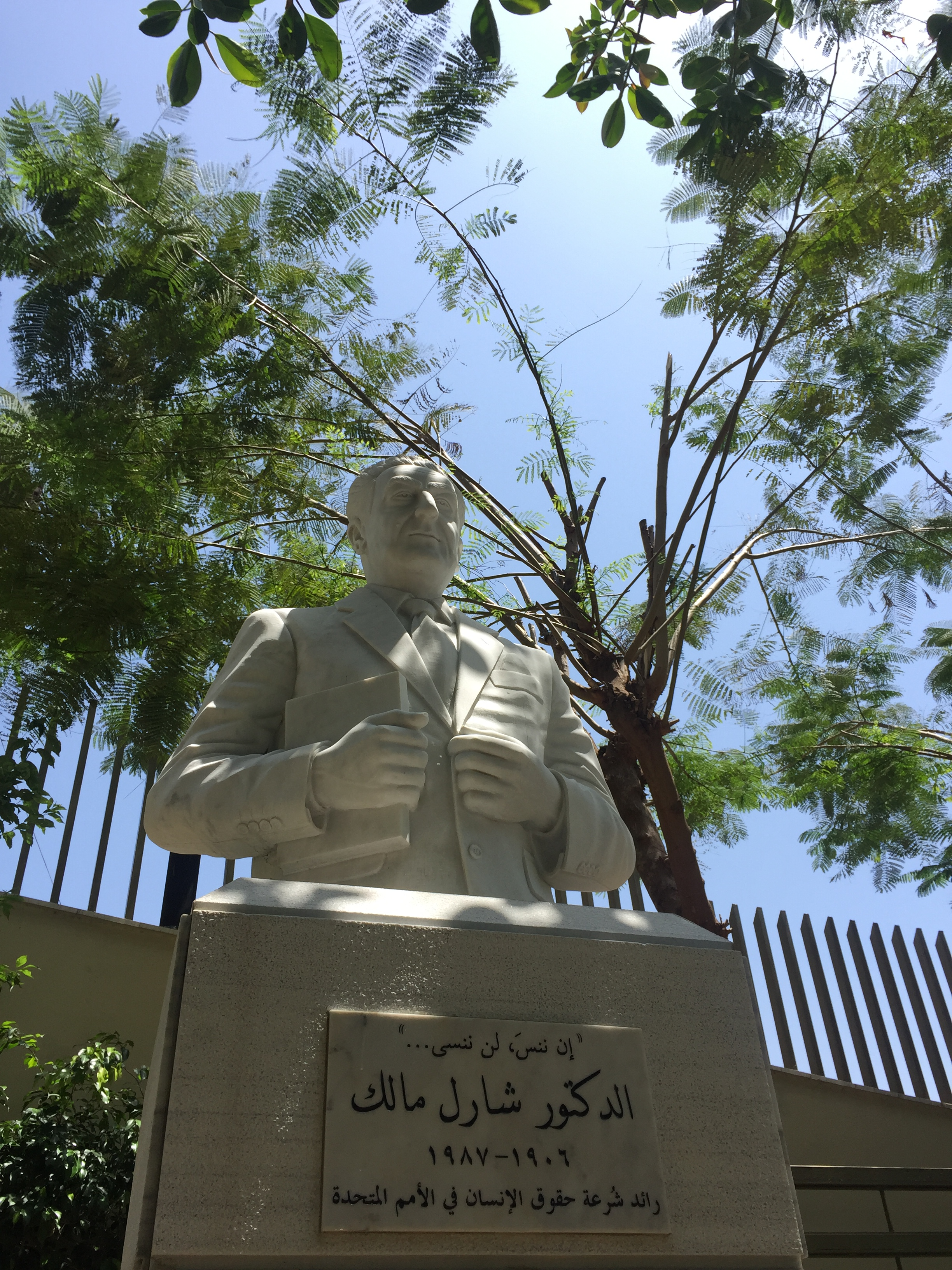
レバノン・ベイルートのアメリカ科学技術大学のキャンパスにあるチャールズ・マリクの像

マリクは、レバノンのBtourramで1906年に生まれた。両親ともに学者で、劇作家のファーラー・アントンは大叔父にあたる。
ベイルート・アメリカン大学で数学と物理学の学位を取得した。1929年にカイロに移り、そこで哲学に興味を持った。ハーバード大学でアルフレッド・ノース・ホワイトヘッドに師事し、1932年にはドイツのフライブルク大学でマルティン・ハイデッガーに師事した。しかし、1933年にナチスが政権を取り、その政策を好まなかったマリクはすぐにドイツを離れた。1937年、ハーバード大学で哲学のPh.D.を取得した。その後、ハーバード大学やアメリカ国内のいくつかの大学で教鞭を執った。レバノンに戻ったマリクは、母校のベイルート・アメリカン大学に哲学科を設立し、文化研究プログラムを開設した。1945年に駐米大使兼国連大使に任命されるまで、この職にとどまった。

## 国連での活動
マリクは、国際連合を設立するためのサンフランシスコ会議にレバノン代表として参加した。1947年と1948年に経済社会理事会議長を務めた。またこの年には、人権委員会の議長であるアメリカ代表のエレノア・ルーズベルトと共に世界人権宣言の起草に貢献した。その後、ルーズベルトの後を継いで人権委員会議長に就任した。また、1955年までレバノンの駐米大使兼国連大使を務めた。マリクは、国連総会の議論に率直に参加し、しばしばソ連を批判した。1958年、第13代国連総会議長に就任した。

## レバノン国内での活動
一方、マリクはレバノンの閣僚にも任命されていた。1956年と1957年には国民教育・芸術担当大臣、1956年から1958年までは外務大臣を務めた。閣僚時代の1957年には国民議会議員に選出され、3年間務めた。
1975年にレバノン内戦が勃発すると、マリクはキリスト教の大義を守るために、「レバノンの自由と人間のための戦線」（後の「レバノン戦線」）の設立に協力した。ファランヘ党創設者のピエール・ジェマイエルや、元大統領で国民自由党のリーダーであるカミール・シャムーンら、レバノン戦線のトップリーダーの中で、ギリシャ正教の信徒であるマリクは唯一の非マロン派であった。レバノン戦線において、マリクは頭脳であり、他の政治家は腕力であると広く評価されていた。
マリクは神学者としても知られており、東方正教会、ローマ・カトリック、福音派など、宗派を超えて支持されていた。マリクは、聖書や初期の教父たちの著作に関する数多くの注釈書を執筆した。マリクは、当時の正統派神学者の中では数少ない、福音派界でも広く知られた神学者だった。福音派のリーダーであるビル・ブライトはマリクを高く評価し、その文章を引用した。1967年から1971年まで世界キリスト教教育協議会会長、1966年から1972年まで聖書協会世界連盟副会長を務めた。
マリクは、同じレバノンの外交官で哲学者のカリム・アズクールとの共同研究でも有名である。ポストコロニアル理論の創始者のエドワード・サイードとは姻族関係にある。
1948年12月の国連の会議で、マリクはレバノンについて次のように述べている。
わが国の何世紀にもわたる歴史は、まさに思想と良心の真の自由を維持し強化するためにあらゆる困難に立ち向かった小国の歴史である。数え切れないほどの迫害された少数民族が、時代を超えて、最も理解のある避難場所を我が国に見出してきた。我々の存在の根幹は、意見や信念の違いを完全に尊重することである。

## 学術的なキャリア
マリクは1960年に学問の世界に復帰した。ハーバード大学、アメリカン大学、ダートマス大学、ノートルダム大学など、アメリカの多くの大学で教授職に就き、人権問題などについて講義を行った。アメリカ・カトリック大学で1981年から1983年までジャック・マリタン特別教授（道徳・政治哲学）を務めたのが最後の公職だった。また、1962年から1976年までベイルート・アメリカン大学哲学科で大学院研究科長を務めた。

## 死去
1987年12月28日、マリクは2年前にメイヨー・クリニックで受けた心臓カテーテル検査後に発症したアテローム塞栓症に起因する腎不全を併発し、ベイルートで死去した。
息子のハビブ・マリクは、思想史を専門とする学者で、レバノン・アメリカン大学の人文科学部門の准教授であり、また人権活動家でもある。
マリクの個人資料は、レバノンのノートルダム大学ルイーズ校に200点の個人資料と書籍が保管されているほか、ワシントンD.C.のアメリカ議会図書館では、マリクの遺産が44メートルの棚を占めている。